# サントメ・プリンシペの銀行の一覧
サントメ・プリンシペの銀行の一覧（サントメ・プリンシペのぎんこうのいちらん）は以下に示すとおりである。
- アフリランド第一銀行 (Afriland First Bank)
- エコバンク (Ecobank)
- サントメ・プリンシペ国際銀行 (Banco Internacional de São Tomé e Príncipe)